# 君士坦丁 (塞奥菲鲁斯之子)
君士坦丁（希腊语：Κωνσταντῖνος，820年代或830年代—836年之前）是阿莫里王朝婴幼儿皇子，在830年代某时期曾短暂担任拜占庭帝国共治皇帝，与父亲塞奥菲鲁斯一同统治。关于君士坦丁短暂一生及其有名无实的统治，大部分信息都不太明确，不过已知他出生于820年代或830年代，在出生后不久就获立为共治皇帝。君士坦丁于836年之前某个时间去世，可能掉进宫殿蓄水池溺亡。

## 生平
君士坦丁是罗马皇帝塞奥菲鲁斯和妻子皇后塞奥多拉所生之子。塞奥菲鲁斯在位期间发行的货币表明，君士坦丁是他们长子，或许也是他们第一个孩子，不过也可能是他的前四个孩子中任意一个。君士坦丁有五个姐妹：塞克拉、安娜、阿纳斯塔西娅、帕尔切里亚和玛丽亚。君士坦丁及其家族属于阿莫里王朝，阿莫里王朝自君士坦丁的祖父米哈伊尔二世于820年登上皇位后便开始统治拜占庭帝国。不同寻常的是，塞奥菲鲁斯违背常规命名惯例，因为他儿子的名字并非依照米哈伊尔二世的名字来取；相反，塞奥菲鲁斯选择君士坦丁这个名字，研究拜占庭帝国的学者朱迪斯·赫林解释说，这可能是对君士坦丁大帝的一种致敬，又或者是希望这位皇子能够延续之前那些名叫君士坦丁的皇帝所推行的圣像破坏主义宗教政策。圣像破坏运动是一场反对在礼拜仪式中使用描绘圣人的圣像画的宗教运动。726年，拜占庭帝国公开推行圣像破坏运动，一直持续到787年。787年，皇帝君士坦丁六世和女皇帝伊琳妮在第二次尼西亚公会议上否定圣像破坏运动。815年，皇帝利奥五世又恢复圣像破坏运动，米哈伊尔二世及其子塞奥菲鲁斯继续禁止使用圣像。塞奥菲鲁斯禁止制作圣像，还迫害那些尊崇圣像的人；他的这些政策后来在他遗孀塞奥多拉于843年为儿子米哈伊尔三世摄政时被推翻，这一事件如今被称作正信凯旋主日。圣像破坏运动在9世纪后期遭到革除，此后不再是个主要的争议点。
塞奥菲鲁斯在829年10月2日继承米哈伊尔二世皇位，君士坦丁成为父亲的皇位继承人，在出生后不久就被加冕为共治皇帝。在君士坦丁父亲发行的货币上能看到他以共治皇帝的身份出现，不过在金币上他被称作专制君主（这并非正式头衔，而是一个可与“瓦西琉斯”即皇帝互换的尊称），而在铜币上则根本没有头衔。此后不久，君士坦丁便夭折了。英国历史学家菲利普·格里尔森以君士坦丁棺椁上所刻的“λάρνακιον”（larnakion，意为“小棺椁”）字样为证据，来佐证君士坦丁早夭这一说法。
关于君士坦丁的出生日期、加冕日期、死亡日期都不太清晰。在《中世纪拜占庭人物传记》中，包括研究拜占庭帝国的学者拉尔夫-约翰内斯·利利在内的作者指出，君士坦丁的出生日期可能在820年代，死亡日期则在831年之前。历史学家琳达·加兰认为，君士坦丁出生于834年，假设他在出生后即刻被加冕，那么去世时年仅两岁。赫林也认同这一出生日期 。
无论如何，在由君士坦丁七世所著、描述拜占庭宫廷礼仪和历史的10世纪书籍《礼仪书》中，提到831年时只提及一位皇帝；而且在831/832年以及832/833年所铸造的硬币上也未见君士坦丁身影；这可能意味着他在833年才被立为共治皇帝。历史学家沃伦·崔德戈德称，君士坦丁大约死于835年；他肯定在836年之前就已去世，因为据记载，在836年时塞奥菲鲁斯没有男性继承人（君士坦丁的弟弟米哈伊尔三世在840年才出生），塞奥菲鲁斯曾试图通过将年幼女儿玛丽亚嫁给将军阿莱克修斯·穆瑟勒来改变后继无人的状况，在此前不久（可能早在831年），阿莱克修斯已被晋升为“恺撒” 。
根据很可能成书于10世纪的史籍作品集《塞奥法尼斯编年史续编》记载，君士坦丁在脱离保姆照看后，溺死在布拉赫奈宫的蓄水池中。君士坦丁悲伤的父亲在儿子去世的地方修建花园，不过《中世纪拜占庭人物传记》指出，这个故事实际上可能指的是另一位皇帝的儿子，而非君士坦丁。君士坦丁的父母将他安葬在圣使徒教堂里一具由色萨利大理石制成的石棺中。君士坦丁七世在《礼仪书》中写道，君士坦丁棺椁就放置在他妹妹玛丽亚棺椁旁边。

## 资料来源
- Foss, Clive, , Revue numismatique, 2005, 6 (161): 93–102  [2024-12-08], doi:10.3406/numi.2005.2594, （原始内容存档于2022-05-20）
- Garland, Lynda, , Routledge, 1999, ISBN 0-415-14688-7
- Grierson, Philip,  III, 敦巴頓橡樹園報（英语：Dumbarton Oaks Papers）: 406–452, 1973, ISBN 9780884020455
- Herrin, Judith, , London: Phoenix Press, 2002 [2001], ISBN 1-84212-529-X
- Hollingsworth, Paul A., , Kazhdan, Alexander  (编), , Oxford: Oxford University Press: 79, 1991, ISBN 978-0-19-504652-6
- Hollingsworth, Paul A.; Cutler, Anthony, , Kazhdan, Alexander  (编), , Oxford: Oxford University Press: 975–976, 1991, ISBN 978-0-19-504652-6
- Lilie, Ralph-Johannes; Ludwig, Claudia; Pratsch, Thomas; Zielke, Beate. . Berlin and Boston: De Gruyter. 1998–2013 （德语）.
- Treadgold, Warren, , Stanford: Stanford University Press, 1997, ISBN 978-0-8047-2630-6
- Treadgold, Warren, , Greek, Roman, and Byzantine Studies, 1975, 16: 325–341

| 君士坦丁 (塞奥菲鲁斯之子) 阿莫里王朝出生于：约830年代逝世於：836年以前 | 君士坦丁 (塞奥菲鲁斯之子) 阿莫里王朝出生于：约830年代逝世於：836年以前 | 君士坦丁 (塞奥菲鲁斯之子) 阿莫里王朝出生于：约830年代逝世於：836年以前 |
| 統治者頭銜                                                             | 統治者頭銜                                                             | 統治者頭銜                                                             |
| ---------------------------------------------------------------------- | ---------------------------------------------------------------------- | ---------------------------------------------------------------------- |
| 前任者： 塞奥菲鲁斯 為单独皇帝                                         | 罗马皇帝 830年代 與塞奥菲鲁斯同時在任                                  | 繼任者： 塞奥菲鲁斯 為单独皇帝                                         |